# Kees van Dongen

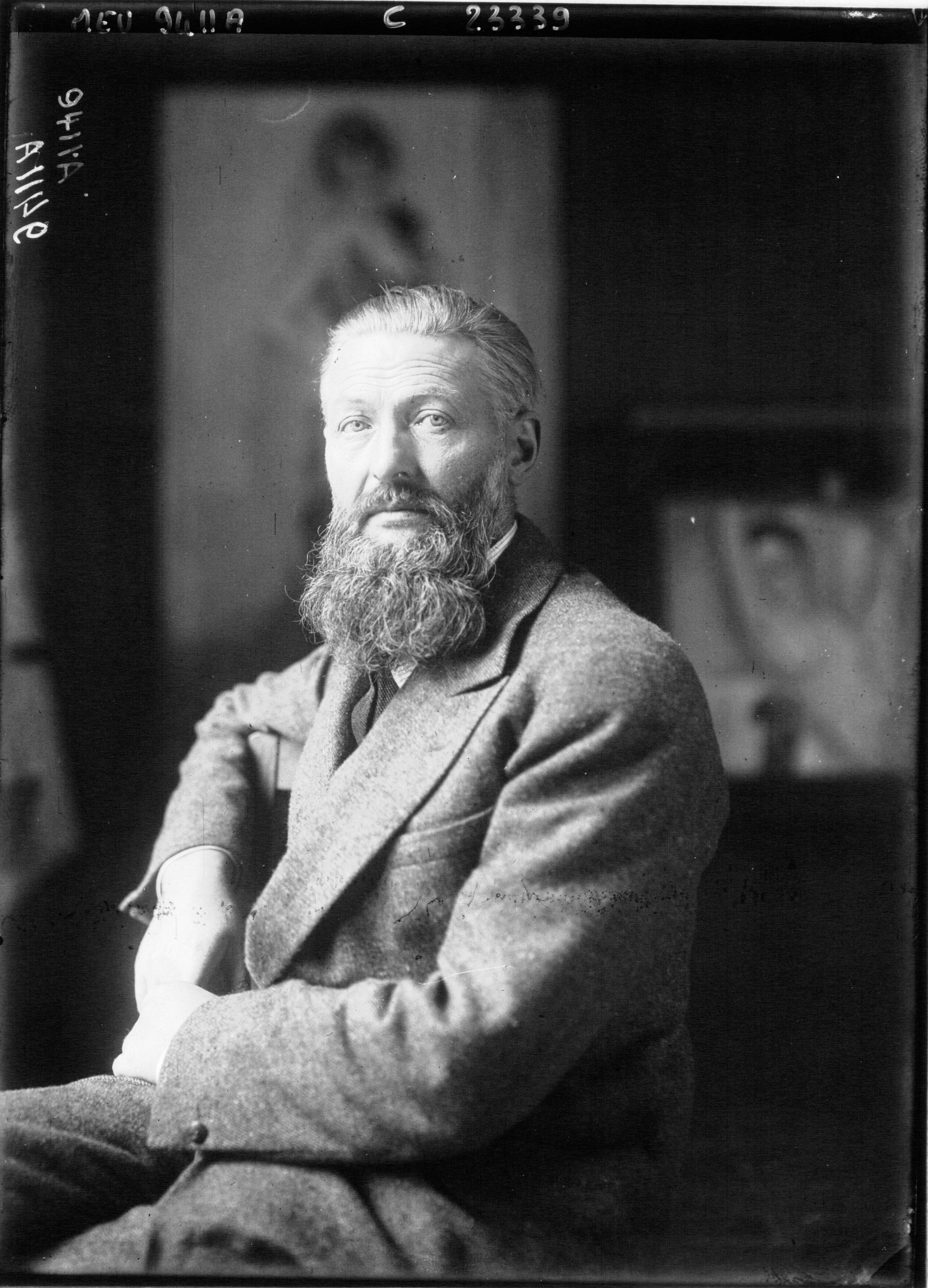
Kees van Dongen (1923)

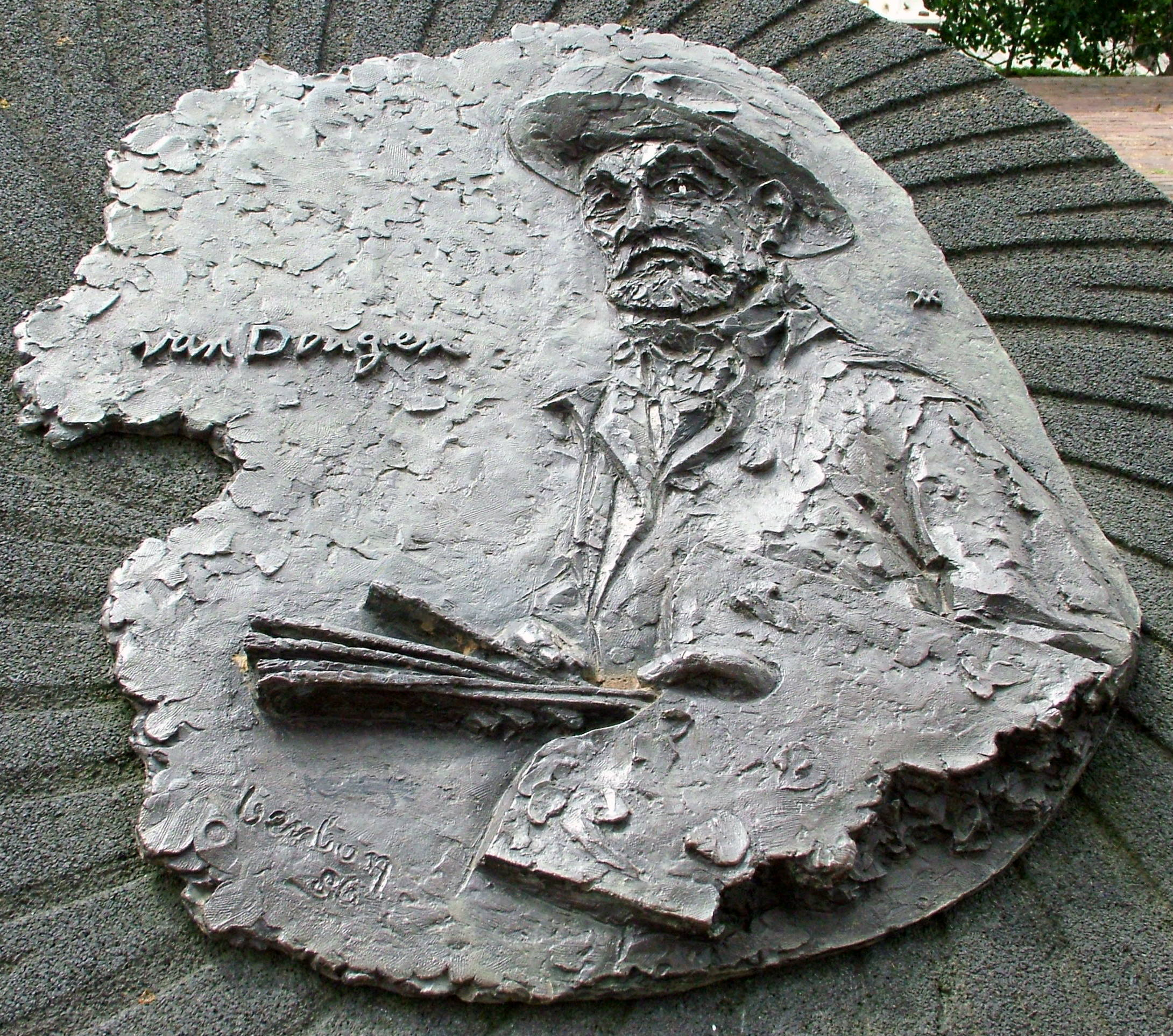
Willem Verbon: Kees van Dongen, Bildnis in Rotterdam-Delfshaven. Objekt aus Bronze, Naturstein und Backstein, enthüllt 1990

Kees van Dongen (* 26. Januar 1877 in Delfshaven bei Rotterdam; † 28. Mai 1968 in Monte Carlo; eigentlich Cornelis Theodorus Marie van Dongen) war ein französischer Maler niederländischer Herkunft, der hauptsächlich in Frankreich lebte und arbeitete. Er zählt zu den Fauvisten.

## Leben und Werdegang
Kees van Dongen, Sohn eines Brauers, studierte von 1892 bis 1894 an der „Akademie für Bildende Künste und Technische Wissenschaften“ in Rotterdam, wo er seiner späteren Frau Augusta Preitinger, genannt Guus, begegnete. Im Jahr 1897 begab er sich – um ihr zu folgen – erstmals für einen mehrmonatigen Aufenthalt nach Paris. Im Dezember 1899 ließ er sich dauerhaft in Paris nieder, wo er für verschiedene satirische Zeitschriften wie beispielsweise „L'Assiette au beurre“ arbeitete, 1901 Augusta heiratete und noch im selben Jahr in einen in der Impasse Girardon im maquis von Montmartre abgestellten Zigeunerwagen zog. Der Kunsthändler Ambroise Vollard gab ihm 1904 Gelegenheit zu einer Einzelausstellung in seiner Galerie in der Rue Lafitte. Ein Jahr später beteiligte van Dongen sich am Salon d’Automne, stellte jedoch nicht in dem als „cage aux fauves“ (Raubtierkäfig) berühmt gewordenen Saal VII aus, der dem Fauvismus seinen Namen gab. Nach der Begegnung mit Pablo Picasso und der Geburt der Tochter Dolly (* 1905) wechselte die Familie im Jahr 1906 in die benachbarte, unter anderem von Picasso und seiner Gefährtin Fernande Olivier bewohnte Atelierbaracke Bateau-Lavoir, in der sich der Freundeskreis des andalusischen Malers traf, zu dem zu diesem Zeitpunkt Max Jacob, Guillaume Apollinaire und André Salmon gehörten, später auch Juan Gris und Georges Braque. Van Dongen schloss sich jedoch bereits 1905 den „Fauves“ an und empfing seinerseits in seiner Wohnstube im Bateau-Lavoir, die gleichzeitig als Atelier diente, André Derain, Maurice de Vlaminck, Charles Camoin und Henri Matisse.
In den Jahren 1908 bis 1912 unternahm er mehrere Reisen, die ihn nach Deutschland, Spanien, Marokko und Ägypten führten. Im Jahr 1909 wurde er Mitglied der Künstlergruppe „Brücke“ in Dresden. Max Pechstein hatte van Dongen um die Jahreswende 1907/1908 in Paris getroffen und ihn dazu ermuntert, an einer „Fauves“-Präsentation innerhalb einer „Brücke“-Ausstellung 1908 in Dresden teilzunehmen, obgleich seine Werke nicht dem Stil der „Brücke“ entsprachen und ein geistiger Austausch sich nicht anbot. Vermutlich erhofften die Mitglieder eine Erweiterung ihrer europäischen Perspektiven und geschäftliche Verbindungen zu bekannten Galeristen, mit denen van Dongen in Verbindung stand. Es kam jedoch weder zu der geplanten Teilnahme der „Brücke“-Künstler an der 25. Ausstellung der „Société des Artistes Indépendants“ noch zu weiteren gemeinsamen Aktivitäten. Ab 1912 lehrte er an der Académie Vitti für ungefähr ein Jahr. 1921 trennte er sich von seiner Ehefrau.
Der Fauvist kam durch Auftragsarbeiten zahlreicher Frauenporträts in den goldenen 20er Jahren zu Erfolg und schloss sich den mondänen Kreisen an, die am Montparnasse verkehrten. 1929 wurde er französischer Staatsbürger.
Als Frankreich im Zweiten Weltkrieg von den Nationalsozialisten besetzt war, nahm er unter anderen zusammen mit André Derain und Maurice de Vlaminck eine Einladung des deutschen Bildhauers Arno Breker an, Deutschland zu besuchen, was ihm den Vorwurf der Kollaboration eintrug. Nach seiner Scheidung von Guus begegnete er 1938 Marie-Claire Huguen, die er 1953 heiratete; 1940 wurde der gemeinsame Sohn Jean-Marie geboren. Mutter und Kind zogen 1949 nach Monaco, in ein Haus, das van Dongen Villa Bateau-Lavour nannte und in dem er die Wintermonate verbrachte. 1957 siedelte van Dongen ebenfalls dauerhaft nach Monaco über, er behielt aber sein Atelier in Paris bei. 1959 nahm er an der Ausstellung „Le fauvisme français et les débuts de l'impressionisme“ teil. Seit 1957 war er assoziiertes Mitglied der Académie royale des Sciences, des Lettres et des Beaux-Arts de Belgique.
Kees van Dongen starb im Jahr 1968 im Alter von 91 Jahren in Monte Carlo.

## Werke
- Plage de Deauville; Le Vieux clown, Petit Palais (Genf)
- La Femme aux bijoux, 1895, Nouveau Musée Nations de Monaco
- Portrait de Guus, 191, Öl auf Leinwand, 146 × 114 cm, Van Gogh Museum, Amsterdam
- Portrait d'une chanteuse de cabaret, 1908, Öl auf Leinwand, Privatsammlung
- La Dame au chapeau noir, 1908, Öl auf Leinwand, Eremitage (Sankt Petersburg)
- Portrait d'Adèle Besson, 1908, Öl auf Leinwand, Musée Albert-André, Bagnols-sur-Cèze
- Souvenir de la Saison d'Opéra russe, 1909, Öl auf Leinwand, National Gallery of Canada, Ottawa
- Trinidad Fernandez, 1907/10, Öl auf Leinwand, 100 × 81,2 cm, Teheraner Museum für Zeitgenössische Kunst, Teheran[5]
- Femmes à la balustrade, 1911, Öl auf Leinwand, Musée de l’Annonciade, Saint-Tropez
- L'Écuyère, 1920, Château-musée de Dieppe
- Portrait der Renée Maha oder Die Sphinx, 1920, Öl auf Leinwand, Musée d’art moderne de la Ville de Paris[6]
- Portrait von Antoni Cierplikowski, 1927, Muzeum Narodowe w Warszawie, Polen

## Auszeichnungen
- 1926: Ritter der Ehrenlegion

## Werk
Van Dongens bevorzugtes Motiv waren Frauen. Sängerinnen, unter anderem die Mistinguett, und Tänzerinnen standen ihm in den ersten zehn Jahren seines Parisaufenthaltes Modell, bevor er zu einem gefragten Porträtisten der Prominenz aufstieg. Charakteristisch für sein Werk sind der Verzicht auf die Perspektive, die Vereinfachung der Formen, die kühne Pinselführung und lebhafte Farben.